# Atletismo nos Jogos Pan-Americanos de 1983 - 400 m feminino
A prova dos 400 m feminino nos Jogos Pan-Americanos de 1983 foi realizada em Havana, Cuba.

## Medalhistas
| Ouro                        | Prata                       | Bronze                            |
| Charmaine Crooks CAN Canadá | Ana Fidelia Quirot CUB Cuba | Easter Gabriel USA Estados Unidos |

## Resultados
| Posição           | Nome               | Nacionalidade      | Tempo | Notas |
| ----------------- | ------------------ | ------------------ | ----- | ----- |
| Medalha de ouro   | Charmaine Crooks   | CAN Canadá         | 51.49 |       |
| Medalha de prata  | Ana Fidelia Quirot | CUB Cuba           | 51.83 |       |
| Medalha de bronze | Easter Gabriel     | USA Estados Unidos | 52.45 |       |
| 4                 | Cathy Rattray      | JAM Jamaica        | 52.91 |       |
| 5                 | June Griffith      | GUY Guiana         | 53.14 |       |
| 6                 | Mercedes Alvarez   | CUB Cuba           | 53.25 |       |
| 7                 | Eucaris Caicedo    | COL Colômbia       | 53.73 |       |